# Leiometopon simyrides
Leiometopon simyrides is een vlinder uit de familie van de uilen (Noctuidae). De wetenschappelijke naam van de soort en van het geslacht Leiometopon is voor het eerst geldig gepubliceerd in 1888 door Otto Staudinger.